# Holly Springs (Caroline du Nord)
Holly Springs est une ville située dans le Comté de Wake en Caroline du Nord aux États-Unis. La population s'élevait à 24 661 habitants lors du recensement de 2010.

## Démographie
| 1890 | 1900 | 1910 | 1920 | 1930 | 1940 |
| ---- | ---- | ---- | ---- | ---- | ---- |
| 218  | 219  | 261  | 333  | 362  | 394  |

| 1950 | 1960 | 1970 | 1980 | 1990 | 2000  |
| ---- | ---- | ---- | ---- | ---- | ----- |
| 406  | 558  | 697  | 688  | 908  | 9 192 |

| 2010   | - | - | - | - | - |
| ------ | - | - | - | - | - |
| 24 661 | - | - | - | - | - |